# Semulje
Semulje er den inderste og hårdeste del af hvedekernen. Det bruges især i grød og budding. Hvedekornet pulveriseres ikke til mel, men formalningen stoppes før det bliver til mel. Semulje, der bruges til at lave den traditionelle pasta, bliver malet af durumhvede også kendt som hård hvede (Hartweizengrieß på tysk). I Danmark, Norge, England og Tyskland har semuljegryn fra hvede (mannagryn) traditionelt været brugt til at lave grød, buddinger og kager.
100 gram semuljegryn giver 338 kcal (1416 kJ) og indeholder ca. 12 gram protein, 66 gram kulhydrater og 2 gram fedt.